# La Torre d'Eroles
La Torre d'Eroles, sovint anomenada simplement la Torre o, antigament, la Torre d'Abella o la Torre d'Arderola, és una caseria despoblada del terme municipal d'Abella de la Conca, a la comarca del Pallars Jussà. És a uns 4 quilòmetres al nord-est del poble principal del terme, al capdamunt de la vall del riu d'Abella, a 1.169 m d'altitud, i està formada per les masies agrupades de Cal Fagina, Cal Mateu, Cal Palou i Cal Ramon, i les disperses de Casa Bernardí, Cal Bigorra, Casa Birrillo, Casa Coix, Casa Girvàs, Casa Jaumillo, Cal Joquer, Casa Junquer, Casa Manel, Cal Rafael i Cal Vidal, entre d'altres, algunes d'elles desaparegudes al llarg de la segona meitat del segle xx.
El petit nucli de l'antic poble queda aturonat en una vall arrecerada al nord per la Serra de Carreu i al sud per la Serra de Carrànima, a la dreta del riu d'Abella, i al llarg de la història pertanyé a aquell grup de valls de difícil accés que van veure, i viure, el pas de tots els episodis més atzarosos de la història: guerres, bandositats, carlins, maquis… És a la dreta del riu d'Abella i també a la dreta del barranc de la Torre, just al nord-oest de l'aiguabarreig d'aquests dos corrents d'aigua. Queda al capdavall (sud-est) de la Costa de la Font, a llevant del Solà de la Torre i de la Vinyassa. A sota i al nord del poble hi ha la Font de la Torre, d'on sortia l'aigua per a abastir aquesta caseria, als peus de la Costa de la Font.
S'hi accedeix des d'Abella de la Conca per la pista que ressegueix per l'esquerra el riu d'Abella, als peus del Bosc d'Abella, anomenada Carretera del Bosc d'Abella. Un segon accés és des de Bóixols, per la mateixa pista anterior, en direcció ponent, primer, i després sud. Quan aquesta pista, denominada Pista de la Torre en aquest tram, arriba a les envistes del poble, un desviament davalla per tal de travessar el riu d'Abella i el barranc de la Torre, i accedir al turó on hi ha el poble en quasi 700 metres de recorregut.

## Etimologia

L'antic poble de la Torre d'Eroles, respecte del terme d'Abella de la Conca

Tot i que ara per ara no es té coneixement de cap torre de guaita o defensiva, l'origen del poble es deu, molt probablement, a una antiga construcció d'aquesta mena. De fet, el poble està coronat, a l'extrem de llevant i damunt l'entrada en el poblet, per un penyal on podria haver estat la torre. Eroles deu ser la reducció popular d'Arderola, nom documentat en el segle xviii.

## Història
Tot i que no hi ha gaire documentació sobre la Torre d'Eroles, es té constància de la seva existència al segle xiv. En els documents més antics, de caràcter notarial, s'alternen les denominacions la Torre, la Torre d'Abella, i la Torre d'Arderola.
El 2004 constava com a totalment deshabitada; el 1900 encara hi eren esmentats 18 edificis, amb 37 habitants en total. La major part d'aquests edificis són les masies de l'entorn de la Torre.
- Penyal on potser hi hagué la torre que dona nom al poble
- El poble de la Torre d'Eroles, en el seu entorn
- Part alta de la vall de la Torre d'Eroles
- Casa Jaumillo, al centre de la vall de la Torre

## La partida rural de la Torre d'Eroles
Les terres de l'entorn de la Torre d'Eroles constitueixen una partida rural que comprèn les parcel·les 246 a 248 del polígon 2 i 77 a 82, 102 a 119, 132 a 143 i 169 a 176 del polígon 4 d'Abella de la Conca; consta de 77,0323 hectàrees amb pinedes de fusta apta per a l'extracció i zones de matolls. En el registre del Cadastre està inscrit com a Torra.
Hi pertanyen, ultra les cases que conformen el petit nucli de la Torre d'Eroles, les masies de Casa Manel i la Masia Gurdem, a més de l'antiga masia de Casa Bernadí.
Tanmateix, no és aquesta l'única partida de la Torre d'Eroles; també hi pertanyen les partides de Carrànima, Obac de Carrànima, Girvàs, Camí de Jomella, Cal Joquer, Casa Junquer, la Mata, Matacoix i Torre Montell.